# Claude Martinez
Pour les articles homonymes, voir Martinez.
 (avril 2023).
 (avril 2023).
Si vous disposez d'ouvrages ou d'articles de référence ou si vous connaissez des sites web de qualité traitant du thème abordé ici, merci de compléter l'article en donnant les références utiles à sa vérifiabilité et en les liant à la section « Notes et références ».
Pas d'image ? Cliquez ici

a Compétitions nationales et continentales officielles uniquement.

Dernière mise à jour le 9 avril 2023.
Claude Martinez, né le 28 avril 1958 à Nîmes, est un joueur français de rugby à XV évoluant au poste d'ailier.

## Biographie
Né le 28 avril 1958 à Nîmes, Claude Martinez commence à jouer tardivement au rugby à l'âge de 17 ans en qualité de junior à l'AS Béziers, grâce à l’intervention de son professeur de gymnastique, Raoul Barrière. Il s’ensuit une période junior où il devient tour à tour champion d'Occitanie du Challenge des Provinces J3 et champion de France Juniors crabos en 1977 au poste de centre sous la houlette de son mentor Lucien Rogé[réf. nécessaire].
Il intègre la première division de rugby dans l’équipe première de la prestigieuse équipe de Béziers en fin de saison 1978-1979, pour devenir titulaire à l’aile gauche en début de saison 1979-1980 jusqu'en fin de saison 1983-1984, date à laquelle il quitte le club bitterois pour rejoindre le RC Nîmes. Il restera trois ans dans le Club de Louis Gagnière entrainé par Daniel Saubier, puis rejoindra enfin le Montpellier Rugby Club dans le groupe B de l’élite française de septembre 1987 à juin 1990[réf. nécessaire].
En parallèle de ces dix ans en première division, il deviendra international équipe de France B en septembre 1980, puis international A le 19 octobre 1980 contre le Japon à Toulouse avant d'embarquer pour la tournée en Afrique du Sud avec l'équipe de France où il jouera deux matchs sur quatre. Il obtiendra des sélections en France B et A' jusqu’en 1984[réf. nécessaire].   

## Palmarès
- Championnat de France de première division :
  - Champion (4) en 1980[1], 1981[1], 1983[Note 1] et 1984[1].
- Challenge Yves du Manoir :
  - Finaliste (2) en 1980[réf. nécessaire] et 1981[1].

## Statistiques en équipe nationale
- 9 sélections :[réf. nécessaire]
  - France A : Japon le 19 octobre 1980, tournée en Afrique du Sud en octobre et novembre 1980[réf. nécessaire]
  - France A' : Maroc le 3 février 1980, Italie le 18 février 1984, Maroc le 4 mars 1984[réf. nécessaire]
  - France B : Pays de Galles le 1er décembre 1979, Pays de Galles en octobre 1980, Écosse le 8 mars 1981[réf. nécessaire]
  - France militaire : Roumanie 1979[réf. nécessaire]
- 28 points (7 essais dont 3 en France A)[réf. nécessaire]
- Sélections par année : 2 en 1979 ; 4 en 1980 ; 1 en 1981 ; 2 en 1984[réf. nécessaire]